# Biskopskällaren

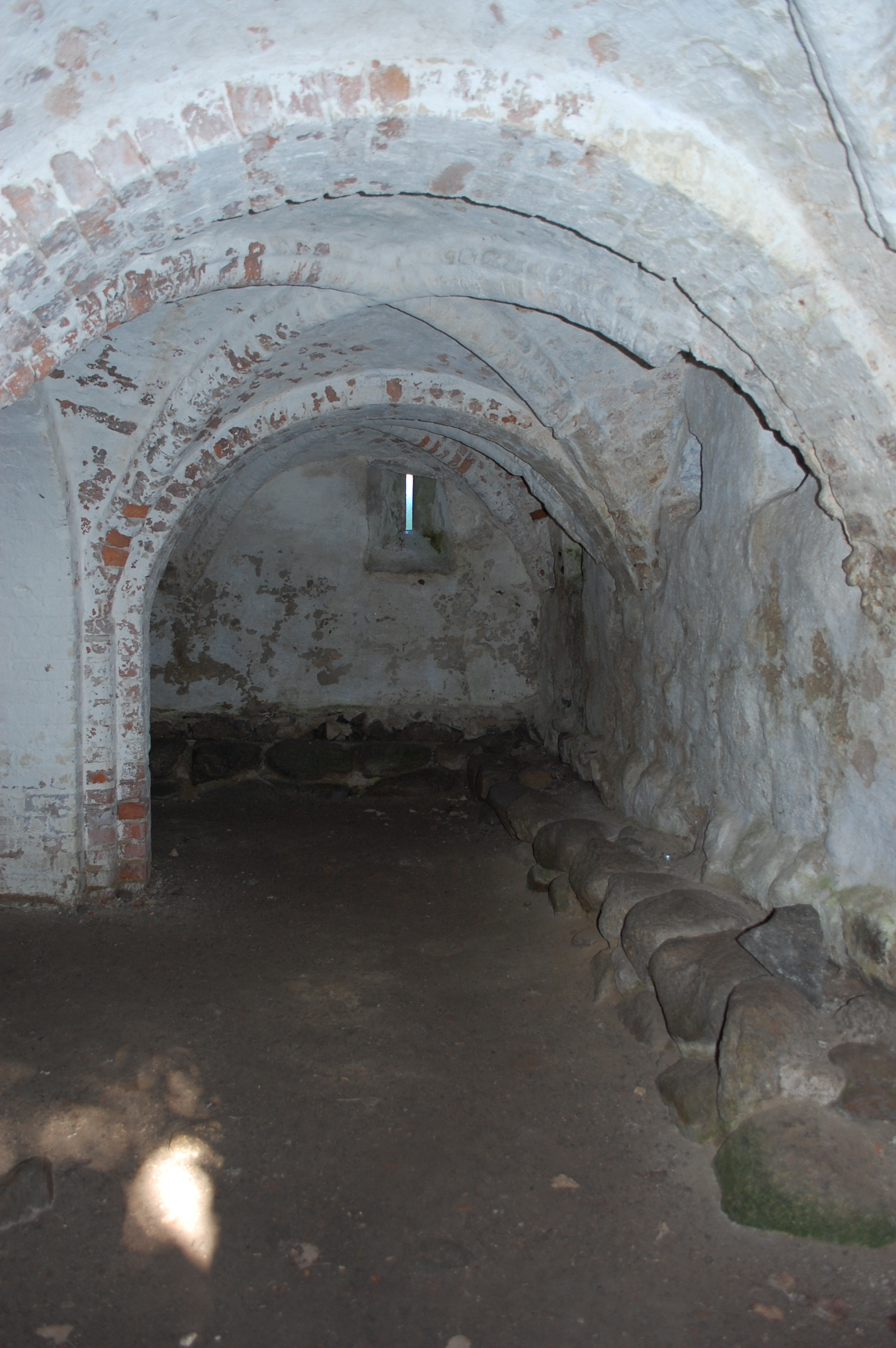
Blick in den Bischofskeller

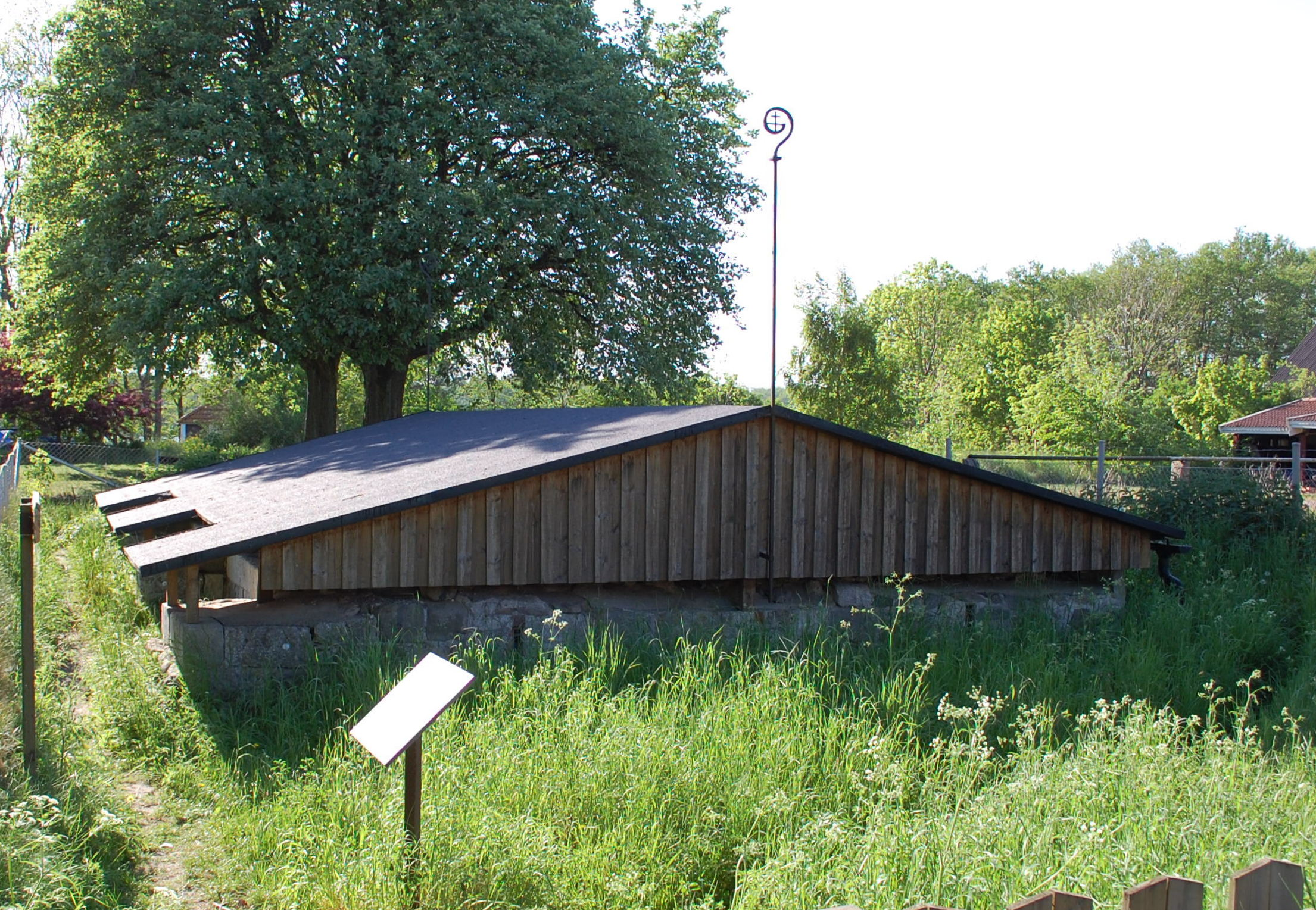
Abdeckung des Kellers

Biskopskällaren (deutsch: Bischofskeller) ist ein Kellergewölbe auf der Insel Ivö in der schwedischen Provinz Skåne län.
Das Gewölbe befindet sich im südöstlichen Teil der Insel im Weiler Hovgården.

## Geschichte
Es wird angenommen, dass der zweischiffig aus Kreuzgratgewölben bestehende Keller der letzte Rest der in den 1220er Jahren auf Veranlassung des Bischofs von Lund Andreas Sunesen errichteten Bischofspalast Ivöhus ist. Möglicherweise geht die Anlage auf ein älteres Verteidigungsgebäude aus dem 12. Jahrhundert zurück. Sunesen verbrachte hier seine letzten Lebensjahre von 1223 bis 1228. Noch bis in das 17. Jahrhundert hinein bestanden weitere Teile des ursprünglichen Gebäudes, von denen jedoch nur der Keller erhalten blieb.
Der Keller wurde in späterer Zeit mit einem Wirtschaftsgebäude überbaut, in das 1927 der Blitz einschlug, wodurch es weitgehend zerstört wurde. Die Kellergewölbe blieben jedoch unbeschädigt. In der Mitte der 1930er Jahre erwarb der Heimatverband Schonen das Anwesen. Im Rahmen einer archäologischen Untersuchung wurde 1938 das Innere des Kellers ausgegraben. Außen wurde die Erde so weit abgetragen, dass die Fenster des Gewölbekellers wieder oberhalb der Erde liegen. Bei den Ausgrabungen wurde auch eine weitere Grundmauer gefunden, was auf das Bestehen mehrerer Gebäude verweist.
Der Keller ist über eine Treppe von der Oberfläche aus zu erreichen. Abgesehen von einer oberirdischen Abdeckung des Kellergewölbes, bestehen auf der Anlage keinerlei Aufbauten.
Lange gab es die Vermutung, dass Sunesen an Lepra erkrankt gewesen sei und sich deshalb auf die Insel zurückzog. Legenden berichteten, dass er im Keller lebte und keinerlei direkten Kontakt zu Menschen hatte. Untersuchungen am Skelett des Bischofs widerlegten jedoch diese Vermutung. Der Bischof litt lediglich an Arthritis.